# Полан (Џорџија)
Полан (енгл. Poulan) град је у америчкој савезној држави Џорџија. По попису становништва из 2010. у њему је живело 851 становника.

## Демографија
Према попису становништва из 2010. у граду је живело 851 становника, што је 95 (10,0%) становника мање него 2000. године.
| Група             | 2000.       | 2010.       |
| Белци             | 720 (76,1%) | 647 (76,0%) |
| Афроамериканци    | 208 (22,0%) | 182 (21,4%) |
| Азијати           | 1 (0,1%)    | 2 (0,2%)    |
| Хиспаноамериканци | 7 (0,7%)    | 6 (0,7%)    |
| Укупно            | 946         | 851         |